# Первомайское (Ульяновская область)
Первомайское — село в Инзенском районе Ульяновской области.
Населённый пункт входит в Валгусское сельское поселение.

## История
Поселение основано в 1647 (лета 7155) году как Сурский острог — начало Карсунского участка Симбирской засечной черты. Острог был дубовый с четырьмя башнями. Две стены по 23 сажени и две другие — по 22 сажени.
С основанием острога (села) строится церковь в честь «Казанской пресвятой Богородице», которая просуществовала 165 лет, была уничтожена пожаром.
В 1667 году голова острога был Степан Савёлов.
С 1647 по 1708 года входил в Карсунский уезд Приказа Казанского дворца. С 1708 по 1780 года — Симбирский уезд Казанская губерния (1708—1781).
В 1780 году в пригороде Сурский Острог числилось 280 пахотных солдат. С 1781 по 1929 года — в Карсунском уезде / районе.
В 1818 году прихожанами был построен каменный, тёплый храм. Престол в нём в честь Казанской иконы Божией Матери.
С 1899 года в селе строился новый храм, каменный, трёх-престольный (ныне исторический памятник) . Церковь в честь Казанской Божьей Матери, строительством которой руководил уроженец деревни Тияпино Федор Безвитеев. Храм делался из местного кирпича, глину для которого брали из берегов речки и обжигали на окраине села. Поначалу все шло довольно быстро, и уже в 1905 году на 22 ноября была намечена установка крестов. Перед поднятием стояла хорошая тихая погода. Неприятности начались, как только веревки начали возносить крест на купол. Сначала пошел снег с дождем, потом крест на куполе зацепился и погнулся. Его с трудом, рискуя жизнью, разогнули. При второй попытке установить одна из веревок оборвалась, и крест чудом не упал с купола. И только третья попытка стала удачной. Столь трудная установка креста была воспринята местными жителями как дурная примета, и в селе было всеобщее уныние, говорили о страшных бедах, которые должны были случиться. До 1909 года к храму даже боялись подходить, но все-таки начали внутреннюю отделку, и лишь в октябре 1917 года церковь освятили — за две недели до революции. Храм в советское время закрыли и сделали из него склад ядохимикатов.
Земское училище открыто в 1850 году.
Церковно-приходское попечительство существует с 1897 года.
С 1929 года — село в Инзенском районе. С 1943 года в составе Ульяновской области.
26 мая 1964 года Указом Президиума Верховного Совета РСФСР село Сурский Острог переименовано в Первомайское.

## Население
В 1900 году — 289 дворов, в которых жило 1 913 жителей.
| 2010 |
| ---- |
| 142  |

## Достопримечательности
- В центре села воздвигнут обелиск землякам, погибшим в годы Великой Отечественной войны[12].
- Казанская церковь (Церковь в честь Казанской Божьей Матери)[13][14][15][16][17][18][19][20][21][22].

## Галерея

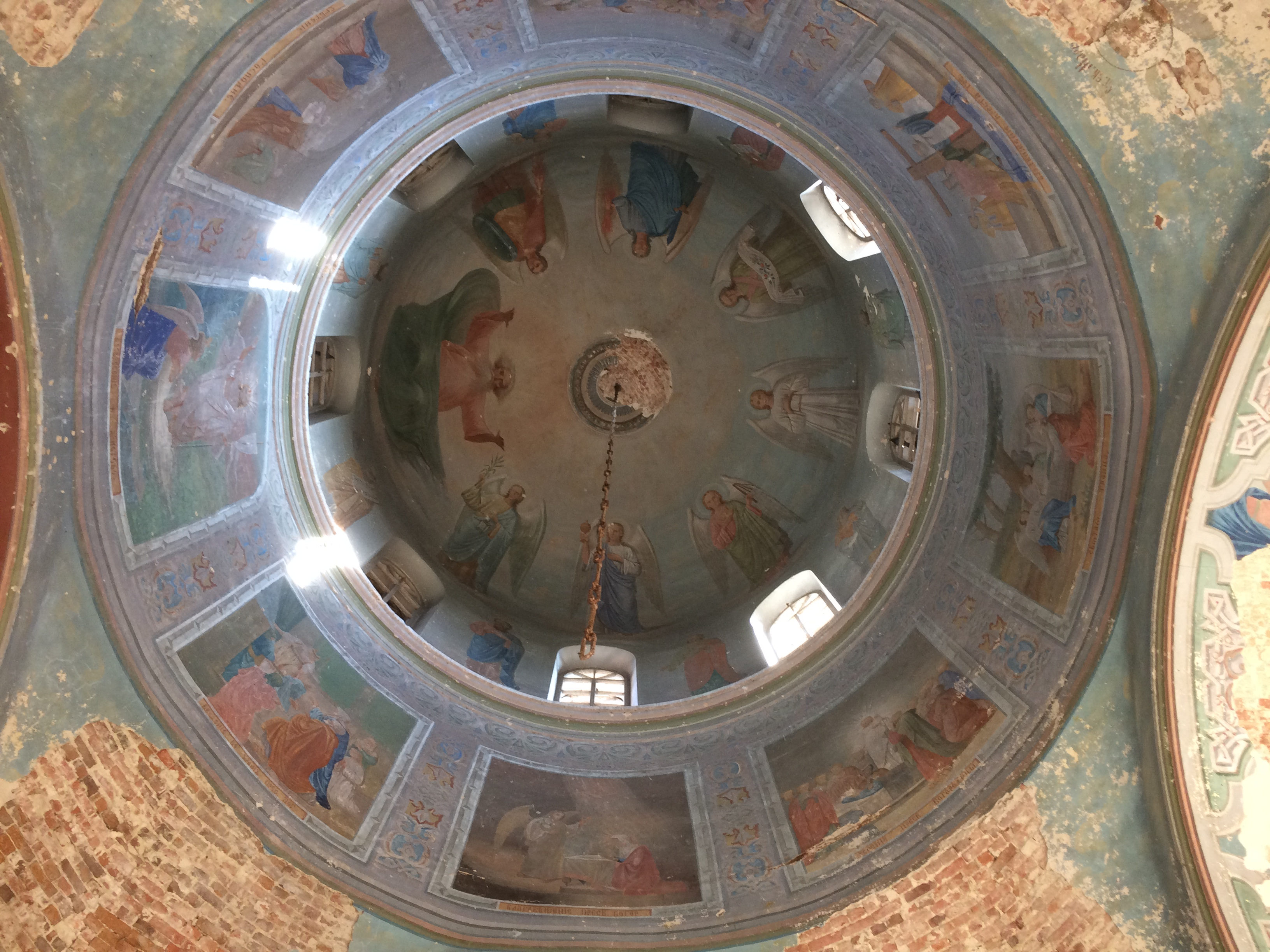
Роспись купола церкви Первомайской.
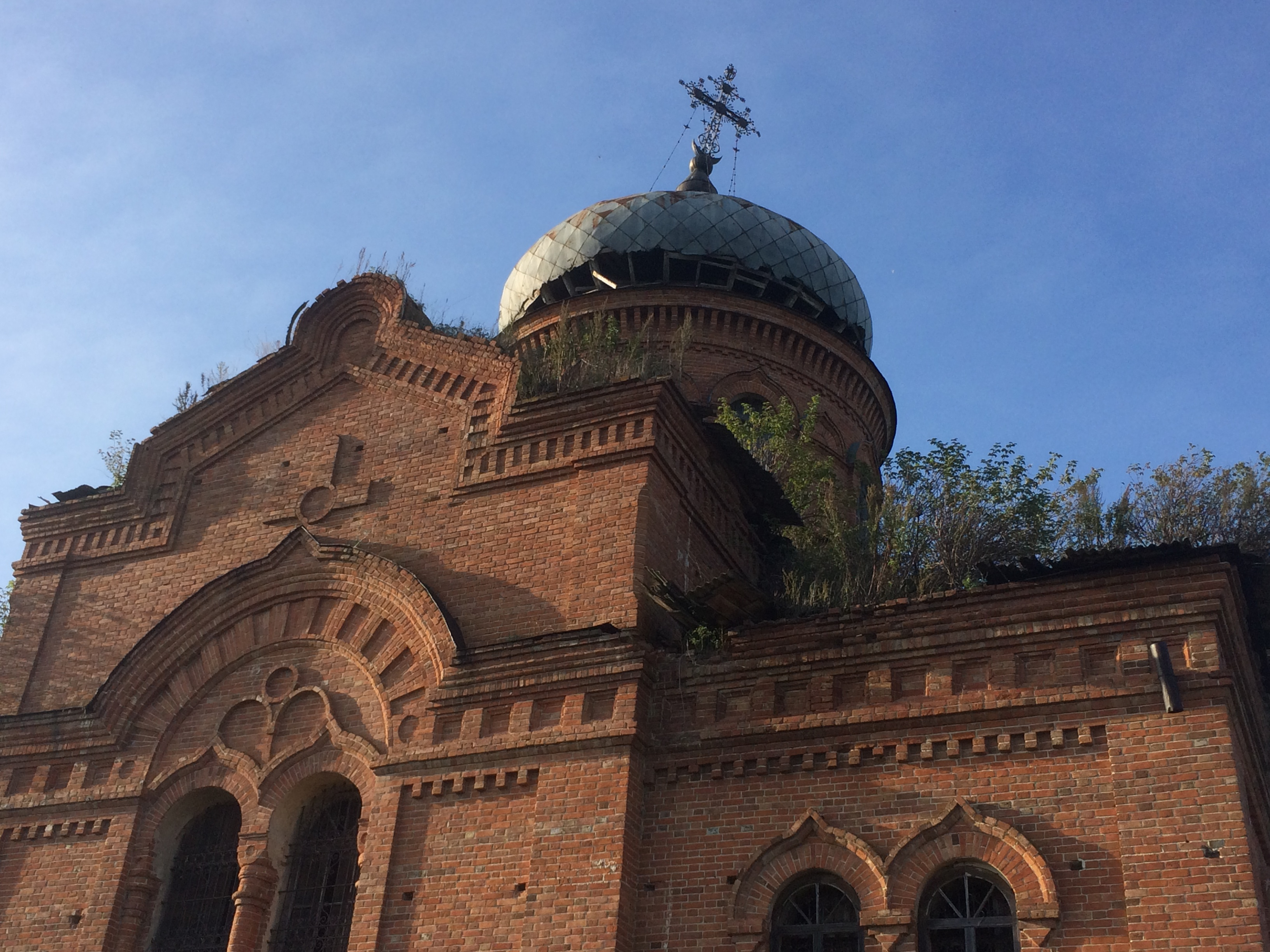
Храм в селе Первомайское.
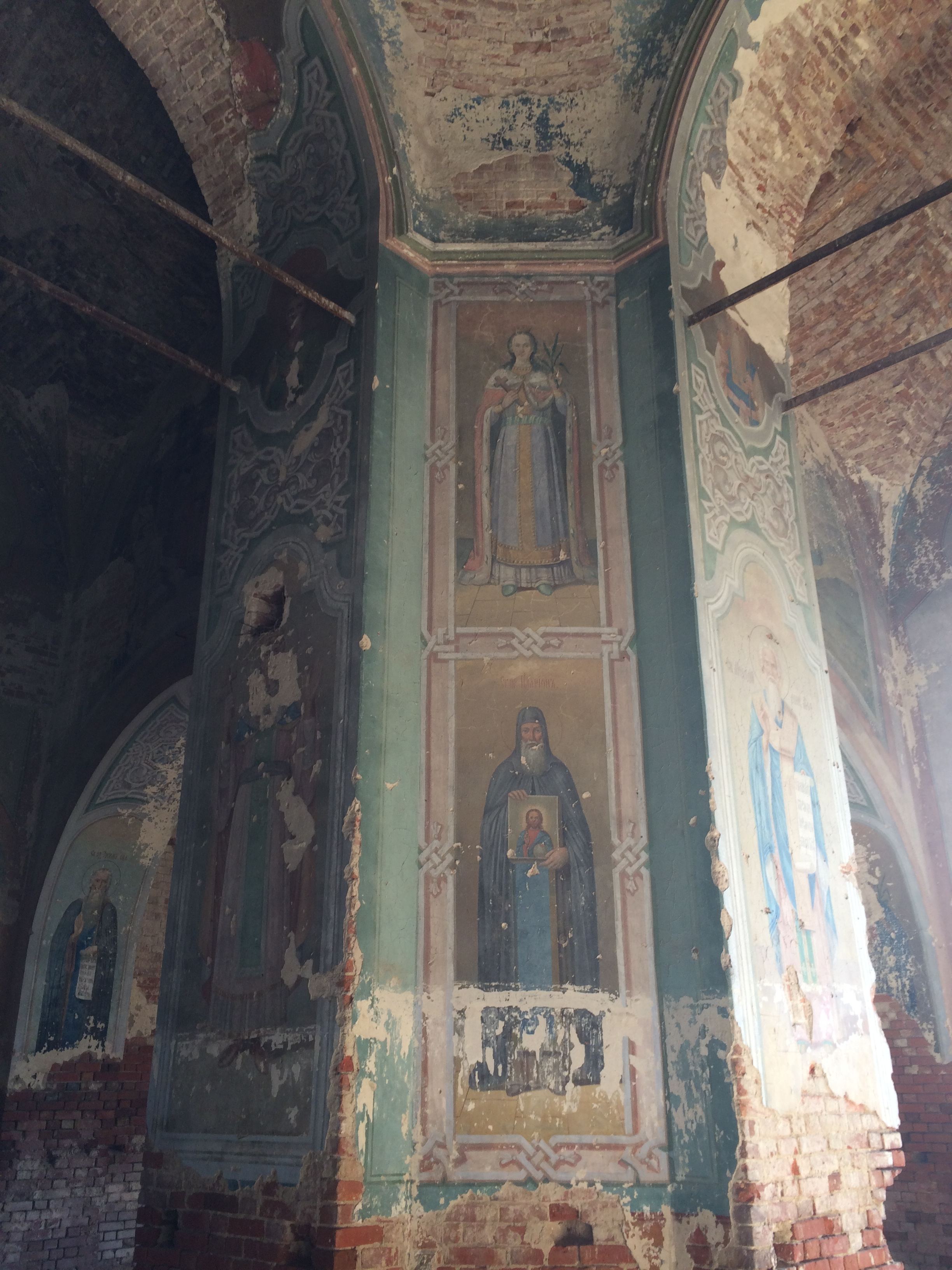
Сохранившиеся иконы в заброшенном храме.